# 紛争鉱物
紛争鉱物（ふんそうこうぶつ）とは、人権蹂躙を引き起こす内戦や紛争や戦争によって、武装勢力や反政府組織の資金源となっている天然鉱物のこと。

## 概要
アフリカにあるコンゴ民主共和国（旧：ザイール）及び周辺9ヶ国(コンゴ共和国、アンゴラ、ザンビア、タンザニア、ブルンジ、ルワンダ、ウガンダ、南スーダン、中央アフリカ)で採掘される鉱物資源について注目されている。
コンゴ民主共和国では、鉱物利権を巡って第二次コンゴ戦争が起こり、2003年に形の上では終結したが、周辺国も巻き込んで多くの武装勢力が入り乱れて争う状態が続き、鉱山採掘における過酷な強制労働や女性への性的被害等の人権蹂躙が問題視されている。
これらの武装勢力はスズ(Tin)、タンタル(Tantalum)、タングステン(Tungsten)、金(Gold)といった鉱物を資金源にしており、これら4つの鉱物は3TGとも呼称される。3TGは携帯電話、コンピューター、ジェット機のエンジン部品、電子・通信機器等の多様な製品や照明、暖房、溶接の用途に使用されている。
非常に広義にみた際に、3TGが使用されている工業製品の使用者や利用者は、結果としてコンゴ民主共和国及びその周辺9ヶ国の武装勢力の資金を増大させ、人権蹂躙に結果として加担している。このことから紛争鉱物を使用しない、使用率を下げる方針が世界中に広まっている。
この問題に対処する為、アメリカ合衆国では株式市場に上場する企業に対し、3TGについて供給元等の情報についてを開示する事を義務付けるドッド・フランク法が2010年に制定され、2013年から施行された。鉱物供給元開示義務の対象となる企業はアメリカ合衆国内外の約6,000社と推計され、対象企業のサプライチェーン企業にも影響を与えている。
ドッド・フランク法では、アメリカ合衆国の株式市場における上場企業は、紛争鉱物の使用を禁止されているわけではないが、製品に紛争鉱物を使用した部品が組み込まれていることを公表すれば、国際的なボイコットの標的になる可能性があり、企業が業績への影響を避けようとすれば、紛争鉱物を利用しなくなり、武装勢力への資金が減少して、人権蹂躙が抑制できるという期待がある。